# 1. Klasse Leipzig 1942/43
Die 1. Klasse Leipzig 1942/43 war die zehnte Spielzeit der nun 1. Klasse genannten Fußball-Bezirksklasse Leipzig im Sportgau Sachsen. Sie diente als eine von vier zweitklassigen Bezirksklassen als Unterbau der Gauliga Sachsen. Die Meister dieser vier Spielklassen qualifizierten sich für eine Aufstiegsrunde, in der zwei Aufsteiger zur Gauliga Sachsen ausgespielt wurden.
Die 1. Klasse Leipzig wurde in dieser Spielzeit in einer Gruppe mit zwölf teilnehmenden Mannschaften im Rundenturnier mit Hin- und Rückspiel ausgetragen. Als Bezirksmeister setzte sich dabei Gauligaabsteiger TuRa 1899 Leipzig mit drei Punkten Vorsprung vor der SpVgg 1899 Leipzig-Lindenau und den Sportfreunde Markranstädt durch und qualifizierte sich somit für die Aufstiegsrunde zur Gauliga Sachsen 1943/44. Durch den zweiten Tabellenplatz gelang den Leipzigern der sofortige Wiederaufstieg in die Gauliga. Der Leipziger BC 1893, der MTV Wurzen, sowie Aufsteiger BV Pegau 03 stiegen nach dieser Spielzeit in die 2. Klassen ab. 

## Abschlusstabelle
| Pl. | Verein                      | Sp. | Tore   | Quote | Punkte |
| --- | --------------------------- | --- | ------ | ----- | ------ |
| 1.  | TuRa 1899 Leipzig (A)       | 22  | 116:37 | 3,14  | 37:70  |
| 2.  | SpVgg 1899 Leipzig-Lindenau | 22  | 093:33 | 2,82  | 34:10  |
| 3.  | Sportfreunde Markranstädt   | 22  | 086:40 | 2,15  | 34:10  |
| 4.  | Wacker Leipzig              | 22  | 060:43 | 1,40  | 28:16  |
| 5.  | TuB Leipzig                 | 22  | 050:35 | 1,43  | 28:16  |
| 6.  | Militär SV Borna            | 22  | 062:49 | 1,27  | 23:21  |
| 7.  | LSV Brandis (N)             | 22  | 057:66 | 0,86  | 23:21  |
| 8.  | Sportvereinigung Leipzig    | 22  | 042:73 | 0,58  | 15:29  |
| 9.  | Sportfreunde Leipzig        | 22  | 036:76 | 0,47  | 15:29  |
| 10. | Leipziger BC 1893           | 22  | 025:75 | 0,33  | 11:33  |
| 11. | MTV Wurzen                  | 22  | 032:88 | 0,36  | 09:35  |
| 12. | BV Pegau 03 (N)             | 22  | 028:72 | 0,39  | 07:37  |

| (A) | Absteiger aus der Gauliga    |
| (N) | Aufsteiger aus der 2. Klasse |